# Dowkāneh
Dowkāneh (persiska: دوکانه, Dūkāneh) är en ort i Iran.   Den ligger i provinsen Kermanshah, i den västra delen av landet, 400 km väster om huvudstaden Teheran. Dowkāneh ligger 1 337 meter över havet och antalet invånare är 119.
Terrängen runt Dowkāneh är huvudsakligen kuperad, men åt nordväst är den platt. Runt Dowkāneh är det ganska tätbefolkat, med 199 invånare per kvadratkilometer. Närmaste större samhälle är Qomeshah, 9,5 km nordväst om Dowkāneh. Omgivningarna runt Dowkāneh är i huvudsak ett öppet busklandskap.